# 1565
Cette page concerne l'année 1565  du calendrier julien.
L'année 1565 est une année commune qui commence un lundi.

## Événements
- 26 janvier, Inde : pillage et destruction de l’Empire de Vijayanagar par les troupes alliés des sultans musulmans du Dekkan. Ramarâya, fils d’un des ministres de Krishna Deva Râya, s’était emparé du pouvoir. Les sultans forment une coalition à Talikota. Ramarâya est vaincu et décapité de la main du sultan d’Ahmadnâgar. La capitale Vijayanagar est pillée pendant trois jours (le Vénitien Cesare Federici, qui visite la ville en 1568, n’y voit qu’un repaire de brigands envahi par la jungle)[1]. Akbar étend l'Empire moghol jusqu'au Deccan. Après la chute du royaume de Vijayanagar, les Portugais prennent de nouvelles positions sur le littoral du Karnataka.

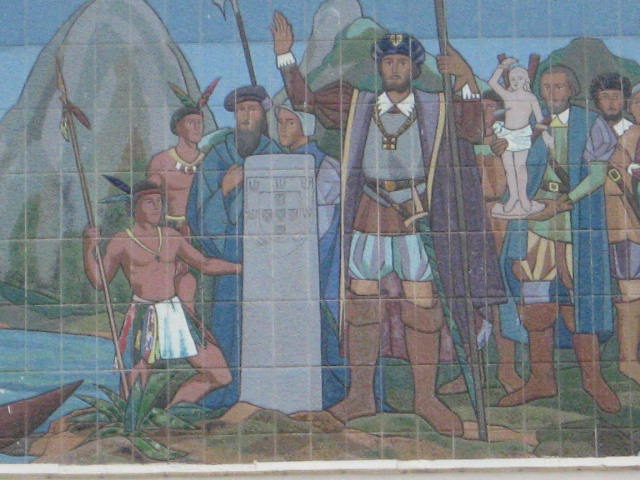
: fondation de Rio de Janeiro.

- 1er mars : Brésil : fondation de São Sebastião de Rio de Janeiro par le Portugais Estácio de Sá, qui en devient le gouverneur. Les Portugais luttent pour expulser tous les Français de la baie de Rio, qui sont battus en 1567[2]. C'est la fin de la colonie de « France antarctique » fondée en janvier 1555.

- 27 avril : fondation de San Miguel (Cebu), premier établissement espagnol aux Philippines[3]. Les Espagnols Legespi et Urdaneta trouvent une route de retour des Philippines au Mexique par le Pacifique. Le galion de Manille relie tous les ans Acapulco à l’archipel à partir de 1573.

- 31 mai : fondation de San Miguel de Tucumán en Argentine[4].

- 17 juin, Japon : Yoshiteru Ashikaga, dernier des Shoguns Ashikaga, est assassiné ; en juillet; l'empereur décrète l'expulsion des missionnaires chrétiens[5].

- 27 août : fondation de l'Audiencia de Santiago du Chili[6].
- 28 août : arrivée de Pedro Menéndez de Avilés  en Floride ; il débarque le 6 septembre et fonde la colonie de St. Augustine, première colonie espagnole au nord du Mexique[7].

- 20 septembre : les Espagnols massacrent les colons Huguenots français de Fort Caroline, en Floride[8].

### Europe
- Hiver 1564-1565 particulièrement rigoureux, induisant une mauvaise récolte et une disette en 1565-1566, particulièrement dans la région parisienne et le Pays-Bas du Sud[9].

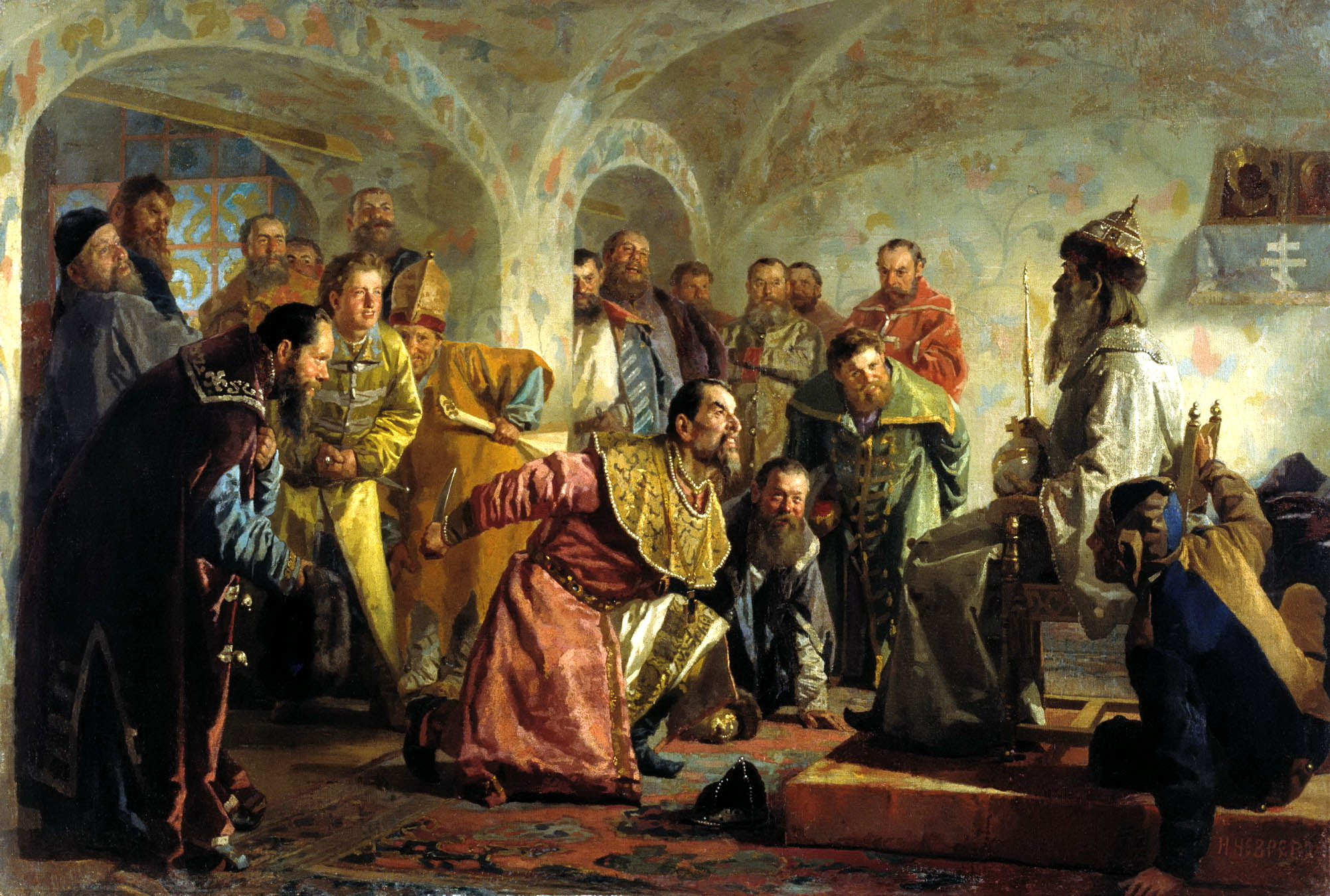
Oprichniki, toile de Nikolai Nevrev

- 3 janvier : Ivan le Terrible envoie une lettre au patriarche de Moscou dans laquelle il présente ses griefs contre les boyards et sa détermination à abdiquer. Il reçoit une délégation des moscovites qui le supplient de rentrer. Il accepte de reprendre le pouvoir à condition qu’il soit absolu[10].
- 2 février : Ivan le Terrible rentre à Moscou. Un Zemski sobor entérine les décisions prises[10]. En avril, Ivan IV inaugure l’opritchnina, qui divise le pays en deux parties : l’un dépendant directement du tsar est administrée par les oprichniki et l’autre, la zemchtchina, par les représentants de l’ancien régime (boyards)[11]. Ces réformes provoquent de nouvelles répressions (3500 boyards sont exécutés) et entraînent une grave crise sociale et politique jusqu’en 1613[12].

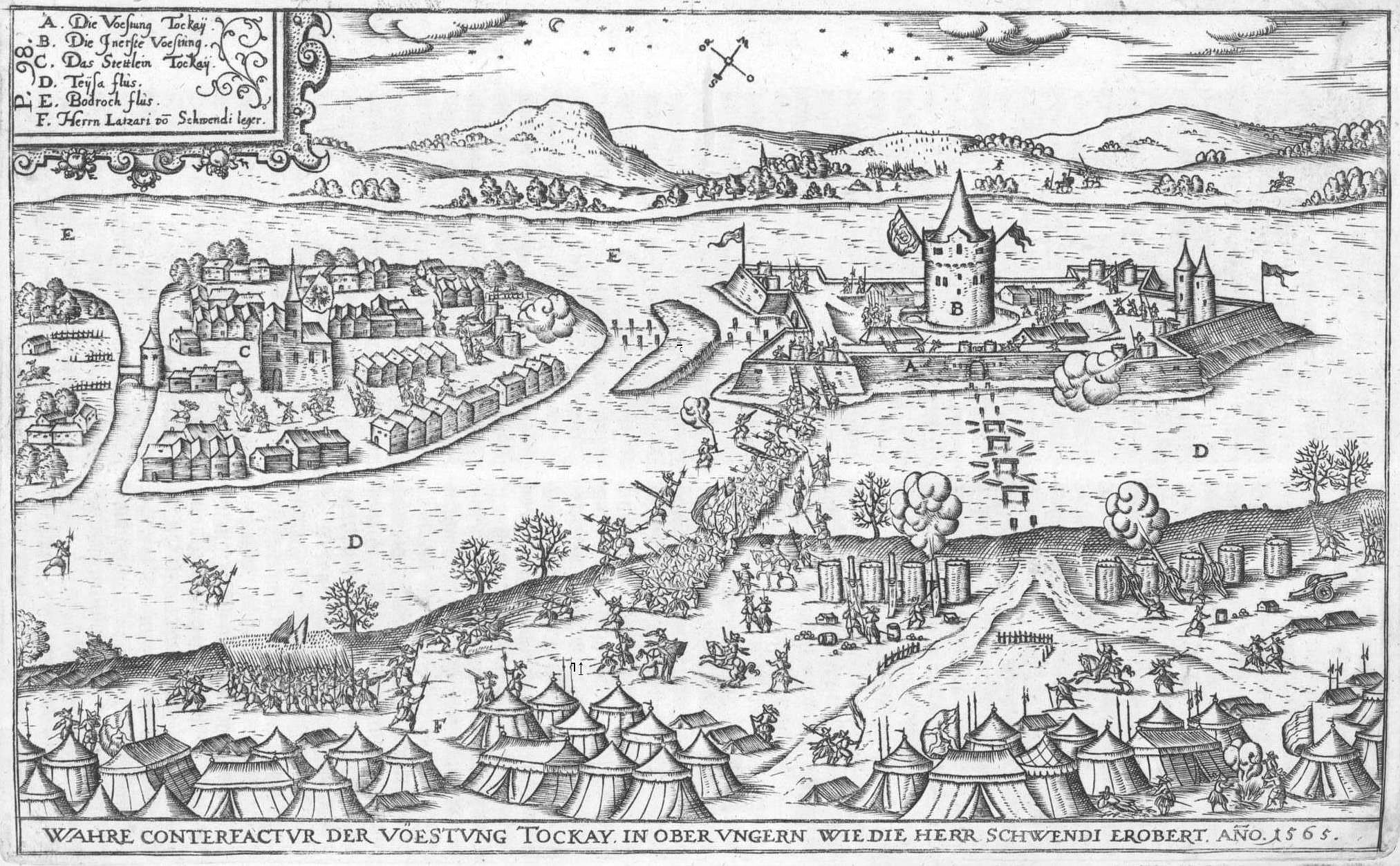
Siège de Tokay.

- 11 février, Hongrie : Lazare de Schwendi, Général en chef de l’armée impériale, prend d’assaut la place forte de Tokay alors aux mains des Turcs[13] et s’empare d’un large butin dont 4 000 fûts de vin du cru. Schwendi serait à l’origine de l’appellation « tokay d’Alsace »[14].
- 16 février : signature du compromis de Bréda par une douzaine de nobles des Pays-Bas réunis chez Philippe de Marnix[15].
- 22 février : la diète de Piotrkow consacre la scission de l'Église réformée de Pologne en une « Ecclesia major », calviniste, et une « Ecclesia minor », antitrinitaire[16]. Le courant radical des antitrinitaires préconise une sécularisation de la vie religieuse et des changements drastiques dans la société, tel que l’abolition du servage, de la propriété privée, de la peine de mort et de la guerre, le refus des fonctions publiques et du droit de porter des armes[17].

- 1er mars : traité de Vienne entre fils de l’empereur Ferdinand Ier, qui se partagent les possessions autrichiennes des Habsbourg. L’empereur Maximilien II obtient la Basse-Autriche, Ferdinand le Tyrol et la Haute-Autriche et Charles, l’Autriche intérieure (Styrie, Carniole, Carinthie, comté de Gorizia et Trieste)[18].

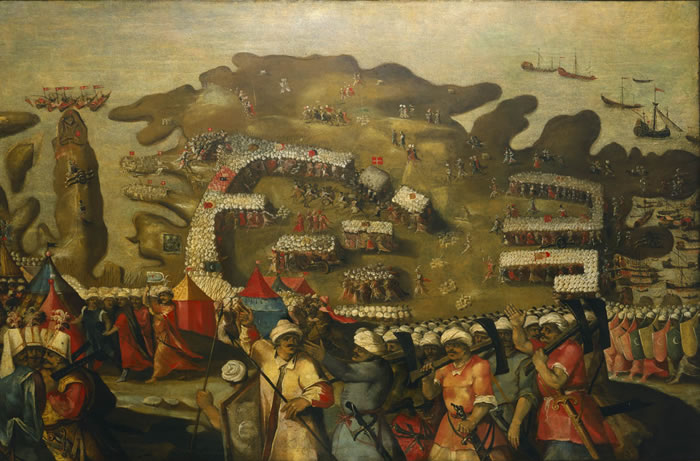
18 mai : siège de Malte. Arrivée de la flotte turque, fresque du XVIe siècle par Matteo Perez d'Aleccio

- 18 mai : débarquement des Turcs à Malte. Début du siège de Malte. Les Ottomans doivent rembarquer le 13 septembre devant la résistance des forteresses des chevaliers de Saint-Jean de Jérusalem dirigés par le grand maître Jean Parisot de La Valette et les secours des Espagnols venus de Sicile[19].

- 2 juillet : François Borgia est élu Préposé général de la Compagnie de Jésus (fin en 1573)[20].
- 29 juillet : Marie Stuart, reine d'Écosse, épouse Lord Darnley, catholique, ce qui lui aliène les chefs protestants[21].

- 21 août : les jésuites, appelés en Pologne pour organiser l’enseignement, envoyer des missions, prêcher et combattre les idées réformées, fondent le collège de Braunsberg[22].

- 13 octobre[23] : Sir Henry Sidney est nommé Lord Deputy d'Irlande par la reine Élisabeth Ire d’Angleterre. Il entreprend une politique de conquête et de colonisation financée par des fonds privés (Plantations)[24]. La reine veut imposer les institutions de l’Église Anglicane en Irlande, ce qui provoque une insurrection catholique dirigée par James Fitzmaurice (en) (1569).

- 15 octobre-3 novembre : Charles Borromée, archevêque de Milan, rentré dans son diocèse le 23 septembre, réunit un concile provincial à Milan pour faire appliquer les décisions du concile de Trente[25] ; de 1565 à 1581, il tient onze synodes diocésains et six synodes provinciaux et fonde des séminaires dans son diocèse[26].

- 17 et 20 octobre : lettres de Ségovie, signées par Philippe II d'Espagne[27]. Le roi refuse d’élargir les prérogatives du Conseil d’État aux Pays-Bas espagnols. Il y nomme le chef de ses partisans, le duc d’Aerschot, interdit toute réunion des États généraux et maintient la législation contre les hérétiques (à savoir les Protestants).

- 18 décembre :  Heinrich Bullinger transmet à Théodore de Bèze le manuscrit de la Confession helvétique postérieure texte qu'il a rédigé en décembre 1562, auquel adhèrent les Églises calvinistes[28] : Palatinat (1566), Suisse, Genève, Hongrie et Pologne (1570).

- Jan Zamoyski (1541-1605) devient secrétaire de Sigismond II de Pologne[29].

- Nouvelle vague d’immigration de nouveaux chrétiens portugais vers Anvers, renforcée par le rattachement du Portugal à l’Espagne en 1580. Nombre d’entre eux retournent ouvertement au judaïsme[30].

## Naissances en 1565
- 17 janvier : Marie-Anne de Jésus, religieuse mercédaire déchaussée espagnole († 17 avril 1624).
- 20 janvier : Lodovico delle Colombe, philosophe aristotélicien et érudit italien († 1616).
- 31 janvier : Ikeda Terumasa, daimyo du début de l'époque d'Edo († 16 mars 1613).
- ? janvier : Charles Spinola, prêtre jésuite italien, homme de sciences, architecte et missionnaire au Japon († 10 septembre 1622).
- 7 février : Alexander Gill l'Aîné, savant anglais, grammairien et réformateur de l'orthographe († 17 novembre 1635).
- 18 mars : Aernout van Buchel, archéologue, dessinateur et humaniste du Siècle d'or néerlandais († 15 juillet 1641).
- 2 avril :
  - Cornelis de Houtman, explorateur néerlandais († 1er septembre 1599).
  - Muzio Pansa, philosophe, poète et bibliographe italien († 29 juillet 1628).
- 3 avril : Anne III de Stolberg, princesse-abbesse de Quedlinbourg († 12 mai 1601).
- 15 mai : Hendrick de Keyser,  architecte et sculpteur néerlandais († 15 mai 1621).
- 21 mai : Juan de Oviedo, architecte, sculpteur et ingénieur militaire espagnol († 25 mars 1625).
- 2 juin : Francisco Ribalta, peintre baroque espagnol († 14 janvier 1628).
- 21 juin : Scipione Chiaramonti, mathématicien et philosophe italien († 3 octobre 1652).
- 25 juin : Élisabeth Miron, épouse de Pierre L'Hermite († 1633).
- 14 juillet : Alphonse de Jésus-Marie, carme déchaux espagnol († 8 décembre 1638).
- 25 juillet : Jean-Baptiste Legrain, historien français († 2 juillet 1642).
- 26 juillet : Marquard Freher, juriste, homme d'État et historien allemand († 13 mai 1614).
- 28 juillet : Guy III de Laval-Montmorency, marquis de Nesle, comte de Joigny et de Maillé, vicomte de Brosse et de Tours, baron de Bressuire et de la Motte-Saint-Heraye, sire de Rochecorbon, etc. († 1590).
- 5 août : Paola Massarenghi, compositrice italienne († ?).
- 9 août : Louis II de Nassau-Weilbourg, comte de Nassau-Ottweiler, de Nassau-Sarrebruck, de Nassau-Wiesbaden, de Nassau-Idstein, et de Nassau-Weilbourg († 8 novembre 1627).
- 16 août : Christine de Lorraine, fille aînée de Charles III, duc de Lorraine et de Bar, et de Claude de France († 19 décembre 1637).
- 29 août : Agostino Ciampelli, peintre italien († 22 avril 1630).
- 1er septembre : Kaspar Waser, théologien réformé et orientaliste suisse († 9 septembre 1625).
- 10 septembre : Niccolò Longobardo, prêtre jésuite, géographe, astronome et écrivain italien († 11 décembre 1655).
- 17 septembre : Édouard Fortunatus de Bade-Bade, membre de la Chambre royale de Zähringen et margrave de Bade-Bade († 8 juin 1600).
- 19 septembre : Duarte Lobo, compositeur portugais († 24 septembre 1646).
- 26 septembre : Aelius-Everhard Vorst, médecin et botaniste néerlandais († 22 octobre 1624).
- 28 septembre : Alessandro Tassoni, poète italien († 25 avril 1635).
- 6 octobre : Marie de Gournay, femme de lettres et philosophe française († 13 juillet 1645).
- 10 octobre : Nicolas de Rebbe, écrivain ecclésiastique né à Ath († vers 1620).
- 14 octobre : Hippolyte Galantini, catéchiste italien († 20 mars 1619).
- 22 octobre : Benedikt Carpzov der Ältere, juriste et professeur d'université allemand († 26 novembre 1624).
- 10 novembre : Laurentius Paulinus Gothus, professeur et évêque suédois († 29 novembre 1646).
- 14 novembre : Pierre Bertius, mathématicien et cartographe néerlandais († 3 octobre 1629).
- 17 novembre : Takatsukasa Nobufusa, noble de cour japonais kuge du début de l'époque d'Edo († 18 janvier 1658).
- 23 novembre : Konoe Nobutada, poète, calligraphe, peintre et diariste de l'époque Azuchi Momoyama († 25 décembre 1614)
- 30 novembre : Pierre Fourier, religieux catholique lorrain († 9 décembre 1640).
- Date précise inconnue :
  - Reza Abbassi,  peintre et calligraphe perse († 1635).
  - Bagrat IV, roi d'Iméréthie de la dynastie des Bagratides  († ?).
  - Ivan Bolotnikov, révolutionnaire russe († 18 octobre 1608).
  - Georges de Brancas, noble et militaire français († 23 janvier 1657).
  - Edward Brerewood, érudit, mathématicien et antiquaire anglais († 4 novembre 1613).
  - Walter Scott de Buccleuch, 1er lord Scott de Buccleuch, aristocrate écossais († 15 décembre 1611).
  - Ridolfo Campéggi, dramaturge, poète et librettiste italien († 28 juin 1624).
  - Joannes Mattaeus Caryophyllis, prélat catholique, archevêque d’Iconium († 23 mai 1633).
  - Giacomo Cavalieri, cardinal italien († 28 juin 1624).
  - Ansaldo Cebà, poète et helléniste italien  († 12 avril 1623).
  - Cheng Jiasui, peintre chinois († 1643).
  - Chōsokabe Nobuchika, samouraï de la fin de l'époque Sengoku de l'histoire du Japon († 20 janvier 1587).
  - Olivier de Cuilly, religieux dominicain et écrivain français († 2 novembre 1620).
  - Jacob De Gheyn le Jeune, peintre, dessinateur et graveur maniériste néerlandais († 29 mars 1629).
  - Giovanni Battista Durazzo, 104e Doge de Gênes († 28 mai 1642).
  - Francisco Fernandez de Cordoba, abbé de Rute, humaniste espagnol († 26 juillet 1626).
  - Pedro Fernandes de Queirós, navigateur et explorateur portugais († 1614).
  - Pompeo Ferrucci, sculpteur italien († juillet 1637).
  - Antonio Gandini, peintre italien († 17 juillet 1630).
  - Linard Gonthier, peintre verrier français († après 1642).
  - Ferdinando Gorges, homme politique anglais († 1647).
  - Bandino Gualfreducci, jésuite et humaniste italien († 5 mars 1627).
  - Antoine Scipion de Joyeuse, religieux français († 19 octobre 1592).
  - Sébastien Kimura, prêtre jésuite japonais († 10 septembre 1622).
  - Li Rihua, peintre chinois († 1635).
  - Rowland Lockey, peintre et orfèvre anglais († 1616).
  - Élisabeth de Mansfeld-Hinterort, noble allemande († 12 avril 1596).
  - Matsudaira Ienobu, samouraï de l'époque Azuchi Momoyama et du début de l'époque d'Edo de l'histoire du Japon († 27 février 1638).
  - Giovanni Ambrogio Mazenta, religieux barnabite et architecte italien († 23 décembre 1635).
  - Francis Meres, ecclésiastique et écrivain anglais († 29 janvier 1647).
  - Gilles du Monin, prêtre jésuite, historien et auteur liturgique († 17 septembre 1624).
  - Thomas Monson, 1er baronnet, homme politique anglais († 29 mai 1641).
  - Mori Ranmaru, guerrier japonais († 21 juin 1582).
  - Jan Saenredam, peintre maniériste, dessinateur, graveur et cartographe néerlandais († 6 avril 1607).
  - Paweł Stefan Sapieha, magnat de Pologne-Lituanie, membre de la famille Sapieha, grand écuyer et vice-chancelier de Lituanie († 19 juillet 1635).
  - Anthony Shirley, voyageur orientaliste et mercenaire anglais († 1635).
  - Élisabeth Stuart, 2e comtesse de Moray († 18 novembre 1591).
  - Decio Termisani, peintre italien († 1600).
  - André Valladier, jésuite, théologien et écrivain français († 13 août 1638).
  - Alonso Vázquez, peintre et sculpteur maniériste espagnol († vers 1608).
  - Antonio il Verso, compositeur italien († 23 août 1621).
  - Laudivio Zacchia, cardinal italien († 30 août ou 31 août 1637).

- Vers 1565 :
  - Jean de Cambolas, juriste français († 22 décembre 1633).
  - Michael Cavendish, compositeur anglais († 1628).
  - Gaspar Fernandes, compositeur de musique sacrée portugais-mexicain († 1629).
  - Henry Hudson, navigateur et explorateur anglais († 23 juin 1611).
  - George Kirbye, compositeur anglais († 6 octobre 1634).
  - Martin Martini, graveur suisse († 6 mai 1610).
  - Francis Pilkington, musicien, luthiste et chanteur anglais († 1638).
  - Pedro Ruimonte, compositeur et musicien espagnol († 30 novembre 1627).
  - Jacob Savery, peintre miniaturiste et animalier flamand († 1603).
  - Horace Vere, 1er baron Vere de Tilbury, officier anglais († 2 mai 1635).
- 1564 ou 1565 :
- Pieter Brueghel le Jeune, peintre brabançon († 10 octobre 1636).

## Décès en 1565
- 15 janvier : Jacques Lainez, prêtre jésuite et théologien espagnol (° 1512).
- 26 janvier : Robert de Berghes, prince-évêque de Liège (° vers 1520).

- 10 février : Francisco de Comontes, peintre espagnol (° vers 1500).
- 21 février : Federico Gonzaga,  cardinal italien (° 1540).
- 28 février : Jean de Münsterberg-Œls, duc de Münsterberg, duc de Oels et duc  Bernstadt (° 4 novembre 1509).

- 12 juin : Adrien Turnèbe, poète et humaniste français (° 1512).
- 17 juin : Yoshiteru Ashikaga, shogun japonais (° 31 mars 1536.
- 19 juin : Wolfgang Lazius, érudit humaniste autrichien (° 31 octobre 1514.

- 15 juillet : Antonio Bernieri, peintre italien (° 1516)[31].

- Août : Jacques Buus, organiste et compositeur (° vers 1500).

- 13 septembre : Guillaume Farel, théologien, évangélisateur de la Suisse francophone (° 1489).

- 5 octobre : Ludovico Ferrari, mathématicien italien  (° 2 février 1522).
- 10 octobre : Charles de La Roche-sur-Yon, prince de sang de la maison de Bourbon (° 1515).
- 12 octobre : Jean Ribault, capitaine de la marine et explorateur français (° 1520).
- 29 octobre : Ranuccio Farnèse, cardinal italien (° 11 août 1530).

- 2 novembre : Mathilde de Bavière, princesse de Bavière (° 12 juillet 1532).
- 11 novembre : Obu Toramasa, samouraï de l'époque Sengoku au service du clan Takeda, et l'un 24 généraux de Shingen Takeda (° 1504).
- 12 novembre : Carlo Visconti, évêque et cardinal italien (° 1523).
- 18 novembre :
  - Fabio Licinio, graveur et peintre italien (° 1521).
  - Yun Won-hyung, homme politique et philosophe coréen de la dynastie Joseon (° 1509).

- 7 décembre : Tiberio Calcagni, peintre et sculpteur italien (° 1532).
- 9 décembre : Pie IV, pape italien (° 31 mars 1499).
- 13 décembre : Conrad Gessner, naturaliste suisse (° 26 mars 1516.
- 18 décembre : Benedetto Varchi, humaniste, historien et poète italien (° 1502).

- Date précise inconnue :
  - Juan de Borgoña le jeune, peintre espagnol (° vers 1500).
  - Louis de Madaillan d'Estissac, sénéchal d'Aunis et de Saintonge (° ca 1507)[32].
  - Yadiger Mohammed, dernier Khan de Kazan (° ?).
  - Paolo Pino, peintre et écrivain italien (° 1534).
  - Juan Pérez dit Petreius, poète et humaniste originaire de Tolède, écrivant en latin (° 1530).

- Vers 1565 :
- Jacques Béreau, poète français (° vers 1535).